# Todaraisingh
Todaraisingh é uma cidade e um município no distrito de Tonk, no estado indiano de Rajasthan.

## Demografia
Segundo o censo de 2001, Todaraisingh tinha uma população de 21,203 habitantes. Os indivíduos do sexo masculino constituem 52% da população e os do sexo feminino 48%. Todaraisingh tem uma taxa de literacia de 57%, inferior à média nacional de 59.5%: a literacia no sexo masculino é de 70% e no sexo feminino é de 42%. Em Todaraisingh, 18% da população está abaixo dos 6 anos de idade.